# Edith Södergran

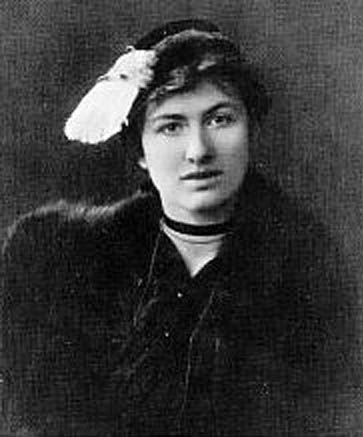
Edith Södergran 1917

Edith Irene Södergran (Sint-Petersburg, 4 april 1892 – Raivola (Karelië), 24 juni 1923) was een Fins-Zweedse dichteres. 
Södergran werd op 4 april 1892 geboren in Sint-Petersburg als dochter van Matts en Helena Södergran. Toen Edith enkele jaren oud was kocht de familie een zomerhuis in de stad Raivola, waar Edith vele zomers zou doorbrengen. Vanaf 10-jarige leeftijd ging ze naar school aan de Petrischule te Sint-Petersburg, waar ze tot 1909 zou blijven.
Twee jaar daarvoor, in 1907, overleed haar vader aan tuberculose en in het jaar daarop werd ook bij haar deze ziekte geconstateerd. Ze werd naar een sanatorium gestuurd, maar daar voelde zij zich niet thuis. Gevoelens van gevangenschap, veroorzaakt door de ziekte en het sanatorium, zijn terugkerende thema's in haar poëzie.
In oktober 1911 reisden Edith en haar moeder naar Arose, te Zwitserland, alwaar zij door verscheidene artsen werd onderzocht. Na een aantal maanden werd zij naar het Davos-Dorf sanatorium overgeplaatst. In mei 1912 was haar conditie voldoende verbeterd en kon zij weer huiswaarts keren. De ziekte keerde later echter terug, waardoor zij in 1923 kwam te overlijden in haar huis te Raivola. Ze werd slechts 31 jaar oud. Haar huis werd verwoest tijdens de Tweede Wereldoorlog.

## Werk
Tijdens haar leven kreeg Södergran weinig erkenning, maar vandaag de dag wordt zij beschouwd als een van meest vooraanstaande dichters van Finland en een van de belangwekkendste modernistische dichters van Scandinavië. Zij was de eerste Fins-Zweedse modernist en was beïnvloed door het Franse symbolisme, het Duitse expressionisme en het Russische futurisme. Haar gedichten, geschreven in het Zweeds, worden gekarakteriseerd door een vrij ritme en een zachtaardige intimiteit, waardoor ze goed toegankelijk zijn voor de lezer. Haar eerste werk, Gedichten, bevat een aantal van haar bekendste liefdesgedichten, die geïnspireerd werden door een mislukte liefdesaffaire. In haar latere werk schiep Södergran sterke, profetische beelden die haar critici schokten. Haar laatste werk, Het land dat niet is, is een collectie van teruggetrokken, intieme gedichten die zij schreef kort voor haar overlijden. Zij werden verzameld door de auteur Hagar Olsson en postuum gepubliceerd.

## Citaten
"Het innerlijk vuur is het belangrijkste bezit van de mensheid."

## Werken van Edith Södergran
- Dikter (1916)
- Septemberlyran (1918)
- Rosenaltaret (1919)
- Framtidens skugga (1920).
- Landet som icke är (1925)

Werken in het Nederlands:
- De mooiste van Södergran (Atlas, 2002)
- Tussen zon en zuiden, tussen noord en nacht (Philip Elchers, 2002)

- Bibsys: 90198361
- Biblioteca Nacional de España: XX1151034
- Bibliothèque nationale de France: cb121747228 (data)
- Digitale Bibliotheek voor de Nederlandse Letteren: sode001
- Gemeinsame Normdatei: 118797875
- International Standard Name Identifier: 0000 0001 2125 2483
- Library of Congress Control Number: n81140018
- Nationale Bibliotheek van Letland: 000043154
- MusicBrainz: 16328923-1064-4d31-a706-362e740ac521
- Nationale Bibliotheek van Tsjechië: jn20000701679
- Nationale Bibliotheek van Israël: 987007272588405171
- Nederlandse Thesaurus van Auteursnamen: 070863083
- Istituto Centrale per il Catalogo Unico: MILV010633
- LIBRIS: 95534
- SNAC: w68k9837
- Système universitaire de documentation: 030303192
- Trove: 1288296
- Virtual International Authority File: 27108529
- WorldCat: E39PBJfMfT8BJYM84bpHRhdfbd